# Vtoraja Gruppa A 1963
L'edizione 1963 della Vtoraja Gruppa A fu la 24ª della seconda serie del Campionato sovietico di calcio, la prima con questa denominazione, e vide la vittoria finale della Šinnik.

## Stagione

### Novità
La prima novità fu il cambio di denominazione da Klass B a Vtoraja Gruppa A; per la prima volta dal 1937 fu organizzata una terze serie nazionale e, quindi, la Vtoraja Gruppa A non era l'ultima serie del campionato sovietico di calcio. Inoltre il numero di squadre fu drasticamente ridotto da 150 a 18: di queste due erano state retrocesse dalla Klass A 1962, le altre avevano partecipato alla 1962, con l'eccezione di Volga Gor'kij e Karpaty che presero il titolo rispettivamente di Čajka Gor'kij e SKA Leopoli.

### Formula
Le diciotto squadre si incontravano in gare di andata e ritorno per un totale di 34 incontri per squadra; il sistema prevedeva due punti per la vittoria, uno per il pareggio e zero per la sconfitta.
Venivano promosse in Pervaja Gruppa A le prime due classificate, mentre non erano previste retrocessioni.

## Squadre partecipanti
| Squadra                  | Repubblica    | Città           | Stagione precedente                                                                        |
| ------------------------ | ------------- | --------------- | ------------------------------------------------------------------------------------------ |
| Alga Frunze              | RSS Kirghisa  | Frunze          | 2° nel Girone 2 delle repubbliche in Klass B                                               |
| Čornomorec'              | RSS Ucraina   | Odessa          | 1° nel Girone 1 ucraino di Klass B, 2º posto finale in Ucraina                             |
| Daugava Rīga             | RSS Lettone   | Riga            | 9° nel Girone A di Klass A, 21º posto finale, retrocesso                                   |
| Dnepr                    | RSS Ucraina   | Dnipropetrovs'k | 6° nel Girone 3 ucraino di Klass B, 11º posto finale in Ucraina                            |
| Karpaty                  | RSS Ucraina   | Leopoli         | 4° nel Girone 1 ucraino di Klass B, 7º posto finale in Ucraina                             |
| Kuban'                   | RSFS Russa    | Krasnodar       | 1° nel Girone 3 russo di Klass B, 1º posto finale in Russia                                |
| Lokomotiv Čeljabinsk     | RSFS Russa    | Čeljabinsk      | 2° nel Girone 4 russo di Klass B                                                           |
| Lokomotiv Gomel          | RSS Georgiana | Homel'          | 1° nel Girone 1 delle repubbliche in Klass B, 1º posto finale nella Zona delle repubbliche |
| Metalurh Zaporižžja      | RSS Ucraina   | Zaporižžja      | 2° nel Girone 2 ucraino di Klass B, 6º posto finale in Ucraina                             |
| Shahter Qaraǵandy        | RSS Kazaka    | Qarağandı       | 1° nel Girone 2 delle repubbliche in Klass B, 2º posto finale nella Zona delle repubbliche |
| Šinnik                   | RSFS Russa    | Jaroslavl'      | 1° nel Girone 1 russo di Klass B, 5º posto finale in Russia                                |
| SKA Novosibirsk          | RSFS Russa    | Novosibirsk     | 1° nel Girone 5 russo di Klass B, 4º posto finale in Russia                                |
| Traktor Volgograd        | RSFS Russa    | Volgograd       | 2° nel Girone 3 russo di Klass B                                                           |
| Trudovi Rezervy Luhans'k | RSS Ucraina   | Luhans'k        | 1° nel Girone 3 ucraino di Klass B, 1º posto finale in Ucraina                             |
| Trud Voronež             | RSFS Russa    | Voronež         | 1° nel Girone 2 russo di Klass B, 2º posto finale in Russia                                |
| Uralmaš                  | RSFS Russa    | Sverdlovsk      | 1° nel Girone 4 russo di Klass B, 3º posto finale in Russia                                |
| Volga Gor'kij            | RSFS Russa    | Gor'kij         | 7° nel Girone 2 russo di Klass B                                                           |
| Žalgiris                 | RSS Lituana   | Vilnius         | 11° nel Girone A di Klass A, 22º posto finale, retrocesso                                  |

## Classifica finale
|  | Pos. | Squadra                  | Pt | G  | V  | N  | P  | GF | GS | DR  |
|  | ---- | ------------------------ | -- | -- | -- | -- | -- | -- | -- | --- |
|  | 1.   | Šinnik                   | 46 | 34 | 19 | 8  | 7  | 51 | 25 | +26 |
|  | 2.   | Volga Gor'kij            | 45 | 34 | 16 | 13 | 5  | 42 | 19 | +23 |
|  | 3.   | Trud Voronež             | 42 | 34 | 15 | 12 | 7  | 43 | 26 | +17 |
|  | 4.   | Metalurh Zaporižžja      | 41 | 34 | 12 | 17 | 5  | 36 | 17 | +19 |
|  | 5.   | Trudovi Rezervy Luhans'k | 41 | 34 | 15 | 11 | 8  | 41 | 26 | +15 |
|  | 6.   | Čornomorec'              | 39 | 34 | 13 | 13 | 8  | 39 | 31 | +8  |
|  | 7.   | Karpaty                  | 39 | 34 | 14 | 11 | 9  | 28 | 22 | +6  |
|  | 8.   | Dnepr                    | 36 | 34 | 13 | 10 | 11 | 36 | 34 | +2  |
|  | 9.   | Daugava Rīga             | 35 | 34 | 13 | 9  | 12 | 38 | 40 | -2  |
|  | 10.  | Kuban'                   | 34 | 34 | 8  | 18 | 8  | 26 | 21 | +5  |
|  | 11.  | Uralmaš                  | 32 | 34 | 12 | 8  | 14 | 31 | 40 | -9  |
|  | 12.  | Shahter Qaraǵandy        | 30 | 34 | 9  | 12 | 13 | 37 | 46 | -9  |
|  | 13.  | Lokomotiv Čeljabinsk     | 29 | 34 | 7  | 15 | 12 | 23 | 36 | -13 |
|  | 14.  | Žalgiris                 | 28 | 34 | 9  | 10 | 15 | 36 | 42 | -6  |
|  | 15.  | Alga Frunze              | 28 | 34 | 8  | 12 | 14 | 28 | 40 | -12 |
|  | 16.  | Traktor Volgograd        | 27 | 34 | 9  | 9  | 16 | 25 | 40 | -15 |
|  | 17.  | SKA Novosibirsk          | 20 | 34 | 2  | 16 | 16 | 15 | 37 | -22 |
|  | 18.  | Lokomotiv Gomel          | 20 | 34 | 4  | 12 | 18 | 13 | 46 | -33 |

### Verdetti
- Šinnik e Volga Gor'kij promossi in Pervaja Gruppa A 1964.

## Risultati
|                          | Šin  | VoG  | TrV  | MeZ  | TRL  | Čor  | Kar  | Dne  | DaR  | Kub  | Ura  | ŞaQ  | LoČ  | ŽaV  | AlF  | TrV  | SKN  | LoG  |
| ------------------------ | ---- | ---- | ---- | ---- | ---- | ---- | ---- | ---- | ---- | ---- | ---- | ---- | ---- | ---- | ---- | ---- | ---- | ---- |
| Šinnik                   | –––– | 0-0  | 1-0  | 1-1  | 2-0  | 2-1  | 3-0  | 3-0  | 2-0  | 1-0  | 1-2  | 1-1  | 2-0  | 1-0  | 3-1  | 1-0  | 5-0  | 2-0  |
| Volga Gor'kij            | 3-0  | –––– | 0-1  | 0-0  | 3-1  | 1-1  | 0-0  | 0-0  | 2-1  | 0-0  | 1-0  | 4-1  | 2-0  | 1-0  | 1-1  | 0-1  | 0-0  | 4-1  |
| Voronež                  | 1-0  | 4-1  | –––– | 0-0  | 0-0  | 1-1  | 1-0  | 2-1  | 0-1  | 4-1  | 1-2  | 2-0  | 1-1  | 4-1  | 2-1  | 3-0  | 0-0  | 1-0  |
| Metalurh Zaporižžja      | 1-1  | 0-0  | 0-1  | –––– | 0-0  | 1-0  | 1-0  | 2-0  | 1-2  | 0-0  | 3-0  | 1-1  | 4-0  | 0-0  | 1-0  | 3-1  | 2-1  | 2-0  |
| Trudovi Rezervy Luhans'k | 2-1  | 1-0  | 1-1  | 1-1  | –––– | 2-0  | 0-1  | 2-0  | 1-1  | 0-0  | 2-0  | 3-0  | 0-0  | 2-2  | 2-0  | 2-0  | 2-0  | 3-1  |
| Čornomorec'              | 1-2  | 0-0  | 1-0  | 2-1  | 3-2  | –––– | 2-1  | 2-0  | 1-0  | 0-0  | 2-0  | 3-1  | 1-0  | 1-0  | 1-2  | 4-1  | 0-0  | 1-1  |
| Karpaty                  | 0-1  | 3-1  | 1-1  | 0-0  | 1-0  | 1-1  | –––– | 1-0  | 1-0  | 3-1  | 2-1  | 1-0  | 0-1  | 0-1  | 1-0  | 0-1  | 2-0  | 1-0  |
| Dnepr                    | 2-1  | 0-1  | 1-2  | 1-1  | 1-2  | 2-2  | 2-2  | –––– | 1-1  | 0-0  | 2-1  | 2-0  | 2-0  | 3-1  | 2-1  | 1-0  | 1-2  | 3-0  |
| Daugava Rīga             | 0-1  | 0-5  | 1-0  | 2-1  | 1-1  | 0-0  | 0-1  | 0-2  | –––– | 2-1  | 3-1  | 1-2  | 3-1  | 2-5  | 3-0  | 1-1  | 1-0  | 0-0  |
| Kuban                    | 1-1  | 0-0  | 0-0  | 0-0  | 0-0  | 0-1  | 0-0  | 0-0  | 3-1  | –––– | 0-0  | 0-1  | 2-0  | 2-0  | 1-0  | 2-0  | 0-0  | 7-0  |
| Uralmaš                  | 2-1  | 0-0  | 1-3  | 1-0  | 2-1  | 1-1  | 1-0  | 0-0  | 1-3  | 1-2  | –––– | 3-0  | 0-0  | 0-0  | 0-1  | 2-0  | 1-0  | 1-0  |
| Şaxter Qarağandı         | 3-2  | 0-0  | 1-1  | 1-1  | 1-1  | 2-1  | 2-3  | 3-3  | 1-2  | 0-0  | 1-2  | –––– | 2-2  | 3-1  | 3-0  | 2-2  | 1-0  | 1-0  |
| Lokomotiv Čeljabinsk     | 0-0  | 0-1  | 1-1  | 0-0  | 2-0  | 1-0  | 0-0  | 0-0  | 2-0  | 0-0  | 3-0  | 1-1  | –––– | 1-0  | 3-4  | 1-1  | 1-1  | 1-0  |
| Žalgiris Vilnius         | 0-0  | 1-2  | 3-2  | 0-3  | 0-3  | 1-1  | 1-1  | 0-1  | 1-2  | 3-1  | 2-1  | 1-0  | 4-0  | –––– | 1-1  | 3-0  | 1-1  | 0-1  |
| Alga Frunze              | 0-3  | 1-2  | 0-0  | 1-3  | 2-0  | 2-2  | 0-0  | 0-1  | 0-0  | 3-1  | 2-2  | 1-0  | 0-0  | 0-0  | –––– | 2-0  | 1-0  | 0-0  |
| Traktor Volgograd        | 1-2  | 0-1  | 3-0  | 0-0  | 0-2  | 0-1  | 0-1  | 2-0  | 0-0  | 0-1  | 2-0  | 0-0  | 2-1  | 1-0  | 0-0  | –––– | 1-1  | 3-2  |
| SKA Novosibirsk          | 2-2  | 1-2  | 1-3  | 0-2  | 0-1  | 3-1  | 0-0  | 0-1  | 1-1  | 0-0  | 0-1  | 0-2  | 0-0  | 1-1  | 0-0  | 0-1  | –––– | 0-0  |
| Lokomotiv Gomel          | 0-2  | 0-4  | 0-0  | 0-0  | 0-1  | 0-0  | 0-0  | 0-1  | 0-3  | 0-0  | 1-1  | 1-0  | 2-0  | 0-2  | 2-1  | 1-1  | 0-0  | –––– |